# Dudu Graffite
Luiz Eduardo Schechtel, mais conhecido como Dudu Graffite (Ponta Grossa, 18 de novembro de 1969), é um ator,   humorista  ,   locutor, apresentador de televisão , cantor  , compositor e músico brasileiro. Destacou-se por ter sido vocalista da banda Easy Rider,  que gravou uma versão de "How You Gonna See Me Now", de Alice Cooper na trilha sonora da novela  Olho no Olho e "Dirty Game", na trilha sonora da novela Mulheres de Areia e teve grande ascensão no Brasil. É conhecido também por ter sido criador do programa de rádio Graffite, que posteriormente passou a ser transmitido na TV Alterosa. Também foi um dos integrantes da Bancada Democrática no programa Alterosa Esporte, defendendo o Clube Atlético Mineiro na bancada.

## Início da vida
Dudu Schechtel nasceu em Ponta Grossa, filho de Maria da Glória Costa Paiva e Luiz Schechtel. Quando tinha dois anos de idade, ele e sua família se mudaram para Betim, MG. Depois de uma separação, sua mãe, sem condições financeiras para mantê-lo, o doou para sua amiga Conceição Braga, que havia passado por um internato quando criança. Em 1975, ele se mudou para Belo Horizonte, morando no bairro Nova Gameleira. Como os tios de Conceição se mudaram para Praia Grande, SP, em 1978, ela teve de se mudar, levando Dudu. Com a morte de seu tio em 1981, Conceição teve de voltar a morar em Belo Horizonte.

## Carreira

### 1987: Primeiros trabalhos e estreia doGraffite
Em 1987, iniciou a profissão de locutor na rádio Liberdade, passando depois para a rádio Terra e, então, à Transamérica, onde também atuou como produtor. Na Extra FM, em 1995 com a ajuda do diretor artístico Fernando Coelho, ele estreou o programa Graffite, que ficou no ar por três anos nessa rádio.

### Década de 90: Carreira musical
Durante toda sua juventude mesclou sua carreira de locutor com a música, criou sua primeira banda, Carro Bomba. Após outras bandas como Kripta, Evoker, Insulter e Kalabouço, ele integrou a banda de rock Easy Rider, que foi criada por Marcelo Álvares e Gleyson Fonseca, na qual atuava como vocalista. A banda lançou apenas um álbum de estúdio, Back to the Old Road, em 1993, pela Sony Music Brasil. "Dirty Game" fez parte da trilha sonora de Mulheres de Areia e "How You Gonna See Me Now", de Olho no Olho, ambas da Rede Globo. Logo após o fim da Easy Rider, ele também integrou as bandas Hajime, Primavera de Praga e Jambalaya — desta última foi lançado um CD demo com três faixas. Em 1995, colocou no ar o programa Graffite na rádio Extra FM, emissora de rádio integrante da Rede Itatiaia de Rádio de BH e em 1998 foi contratado pela Jovem Pan FM Belo Horizonte para apresentar, com Rodrigo Rodrigues, o programa Amolação  e ainda apresentou o programa Play Off na mesma emissora. No mesmo ano, estreou na TV, apresentando o programa Tribo ao vivo na TV Horizonte, canal da televisão a cabo.

Nos  anos  90    também   fez   participações  especiais      atuando   como  ator    em  algumas  telenovelas  brasileiras     da  Rede  Globo     . A participação foi do clipe da banda Easy Rider na novela Mulheres de Areia...

### 2000—2009: Pop Rock Brasil,Alterosa EsporteeGraffite
Em 2000, Dudu foi o apresentador do Pop Rock Brasil, ficando no cargo durante dois anos. Em 2001, retornou com o Graffite, na rádio Transamérica. No mesmo ano, começou a apresentar o programa De Olho no Vestibular na Band Minas, dirigido por Angélica Hodge. Meses depois, foi contratado pela TV Alterosa para integrar o Alterosa Esporte, representando o Clube Atlético Mineiro e substituindo Dadá Maravilha. Ainda em 2001, estreou o Graffite na mesma emissora, dirigido por Robson Leite e sob o formato de um programa de auditório. O programa também tinha Rodrigo Rodrigues e a dupla Caju e Totonho como integrantes. Em 2007, foi contratado pela 98 FM para ser diretor artístico da emissora. No ano seguinte, o Graffite retornou ao rádio sendo transmitido das 17h às 19h, na mesma 98 FM, onde permanece no ar até hoje.

### 2010: MTV Minas, Record Minas e Teatro
Em 2010, apresentou os programas Trilha MTV e MTV Minas na Copa na MTV Minas e em outubro, ao lado de Maíra Lemos, estreou o Esporte Record, na TV Record Minas, onde também apresentou a versão local do Hoje em Dia.
Em 2001, Dudu estreou nos palcos com a peça Aqui Jaz A Comédia. Em 2013, atuou em O Marido da Minha Mulher e Shakespeare em 3 Minutos. Em 2014, estrelou a peça Amar É... Uma Comédia, com Nayla Brizard.
Atualmente Dudu trabalha na rádio 98 FM  apresentado o seu velho programa de humor de rádio , Graffite .

## Vida pessoal
É casado, desde 2008, com Tatiana Barra Schechtel, com quem tem os filhos Luiz Matheus e Catharina. Também é pai de Victória, do seu primeiro casamento e de João Pedro e Maria Eduarda de relacionamentos posteriores ao primeiro casamento .